# Suollujaure
Suollujaure är en sjö i Jokkmokks kommun i Lappland och ingår i Luleälvens huvudavrinningsområde. Sjön har en area på 0,168 kvadratkilometer och ligger 245,1 meter över havet. Sjön avvattnas av vattendraget Kåskatsbäcken.

## Delavrinningsområde
Suollujaure ingår i det delavrinningsområde (738171-170043) som SMHI kallar för Utloppet av Kåskatssjön. Medelhöjden är 251 meter över havet och ytan är 11,8 kvadratkilometer. Det finns inga avrinningsområden uppströms utan avrinningsområdet är högsta punkten. Kåskatsbäcken som avvattnar avrinningsområdet har biflödesordning 3, vilket innebär att vattnet flödar genom totalt 3 vattendrag innan det når havet efter 155 kilometer. Avrinningsområdet består mestadels av skog (67 procent). Avrinningsområdet har 2,16 kvadratkilometer vattenytor vilket ger det en sjöprocent på 18,3 procent.